# Meliboeus princeps
Meliboeus princeps es una especie de escarabajo del género Meliboeus, familia Buprestidae. Fue descrita científicamente por Obenberger en 1927.